# Sheer Heart Attack (píseň)
„Sheer Heart Attack“ je píseň britské rockové skupiny Queen napsaná jejím bubeníkem Rogerem Taylorem. Původně byla vydána na studiovém albu News of the World z roku 1977. Téhož roku se také objevila na B stranách singlů „Spread Your Wings“ a „It's Late“ ze stejného alba a roku 1980 pak její živá verze byla zařazena na B stranu singlu „Save Me“. Původně byla napsána pro album stejnojmenné album z roku 1974, ale nakonec do něj nebyla zařazena.

## Obsazení nástrojů
- Freddie Mercury – hlavní a doprovodné vokály
- Brian May – elektrická kytara
- Roger Taylor – hlavní a doprovodné vokály, bicí, rytmická kytara, basová kytara

## Živá vystoupení
Píseň byla hrána živě v letech 1977–1984. Byla vydána na třech živých albech: Live Killers v roce 1979, Queen Rock Montreal v roce 1981 a Queen on Fire – Live at the Bowl v roce 1982.